# Kay Voser
Kay Voser (ur. 4 stycznia 1987 w Baden, Szwajcaria) – szwajcarski piłkarz występujący na pozycji obrońcy w FC Zürich.